# Adobogiona den yngre
Adobogiona den yngre, död 30 f.Kr., var en prinsessa, dotter till kung Mithridates VI Eupator av Pontus.
Hon gifte sig med Castor Saecondarius, tetrark av Galatia, och var mor till Deiotarus Philadelphus, som blev den sista romerska klientkungen av Paflagonien.